# ギャルゲー
ギャルゲーは、「ギャルゲーム」（Gal game）の略で、主に魅力的な女性が登場することを売り物とするタイプのコンピュータゲームの俗称である。

## 概要
コンピュータゲームの技術の発展に伴いゲーム内に登場するキャラクターの表現力も上がっていった。その中で、魅力的な女性が登場する（もしくはプレイヤーキャラとして操作できる）を売りにしたゲームが登場するようになった。これがギャルゲーである。ただし、ギャルゲーは主に恋愛を舞台にしたシミュレーションゲームとアドベンチャーゲーム（特にビジュアルノベル）を指す事が多く、2000年代後半以後現在に至るまで流行している恋愛を舞台にせず、ジャンルもSLGやADVに属さないアニメ調の女性キャラを売りにしたゲーム（艦これ・アイマス・東方Project・ラブライブ!・プリンセスコネクト!Re:Dive・アズールレーン・ウマ娘など）はギャルゲーとは呼ばないことが多い。
類似の概念に美少女ゲーム（ギャルゲーとアダルトゲームをまとめた概念）、萌えゲームがあるが、男性向け恋愛ゲームという意味でも使用される。
なお、ギャルゲーはキャラゲーと呼ばれることもあるが、キャラゲーは漫画やアニメといった版権作品のキャラクターを使用したゲームを指すことが一般的である。しかし、元々俗称であるため、キャラゲーの定義は曖昧である。

## ギャルゲーという区分
判断には各プレイヤーの主観に拠る部分が多く、一般的にギャルゲーと非ギャルゲーの差を明確に区別することは（他の俗称ジャンルであるクソゲーなどと同様に）非常に難しい。また「ギャルゲー」という言葉が一般化していなかった時期に発売されたソフトも、後にギャルゲーとしてカテゴライズされる『銀河お嬢様伝説ユナ』のような例もある。
「ギャルゲー」はしばしば「エロゲー（アダルトゲーム）」と同列のものとして扱われがちであるが、一般には以下のように区分されている（家庭用ゲーム機に対するメーカーの規制や規定についてはアダルトゲーム#メディアミックス展開を参照のこと）。
ギャルゲー
パソコンゲームの場合、『戦巫女 -Vestal virgin-』（アリスソフト）や『CLANNAD』（Key）のようにソフ倫の審査により「一般ソフト作品」として認定されたソフトを指すが、現在のところコンピュータエンターテインメントレーティング機構（以下CERO）による審査を受けて発売された実績がない（CEROに比べると便宜上の全年齢対象として認定する基準が緩いことや、全作品で同機構の審査を受けなければならないため）。
家庭用の場合はほとんどのメーカーがCEROへ審査を依頼し、その結果に基づいて対象年齢とコンテンツアイコンを表示している。2013年2月時点ではアイコン「恋愛・セクシャル」が表示される場合、ほとんどが「D 17才以上対象」の区分に指定されているが、「Z 18才以上のみ対象」とは異なり、有害図書指定の基準に抵触しない限り、購入の規制対象とはならない。ただし、Steamやソフマップなど一部の販売店またはウェブサイトでは独自の販売区分が適用されているため、一般作品であっても、18歳未満者への販売を行わないケースがある。軽度のお色気描写に対しても厳しいレーティングを行うようになる2008年以前までは、「C 15才以上対象」や「B 12才以上対象」に指定されることも多かった。
CEROの審査基準では直接的な性描写を明示的に禁止しているため性表現を理由に「Z」区分とされることはまず無く、「Z」区分を受ける場合でも暴力表現を理由とする場合がほとんどである。
国際年齢評価連合の審査基準では、軽度のお色気描写に対しては比較的寛容な傾向にあるため、その他の審査項目に該当する表現を含んでいない限り、「18+」や「16+」に区分されることは稀である。
エロゲー
ハードコアに相当する性描写を含むため、青少年保護育成条例およびコンピュータソフトウェア倫理機構やコンテンツ・ソフト協同組合（CSA、旧・メディア倫理協会）によるレイティング審査の結果に基づき、規制の対象となっている（ソフ倫による指定ではR指定=15禁もあり、こちらも年齢の下限による購入の規制があることから、含めることが多い。CSA規定にもR-15は存在するがゲームにおける適用例はほとんど無い）。
ゲームやジャンルによっては性描写に加え、残虐な殺傷や犯罪（特に強姦や強制わいせつなどの性犯罪、および犯罪（者）を肯定する表現など）などの描写が付随するものもある。1986年．ゲーム内容は過激化し女性を強姦する設定となった「177」が問題になり国会でも取り上げられていた 。1991年、ソフトの過激さがエスカレートしていくなか、ソフト欲しさに万引きする高校生を補導したことがきっかけで、警察に”猥褻物陳列販売”で摘発されるメーカーが現われた。
また「エロゲー」といった場合は「ギャルゲー」と違い攻略対象が女性である作品に限らず、男性同士の同性愛を描写する作品（ボーイズラブゲーム）なども含まれる。
攻略の対象となる人物はソフ倫の倫理規定（第12条6項「年齢制限について」より）などにより、「性交渉を行う人物は全て18歳以上である」または「本ゲームにおいて18歳未満のキャラは登場しない」という趣旨のルールを敷いて強調し、または年齢を特定できる描写をしないとされている。
そのため、攻略対象が学生である場合、年齢に関する言及を避けるよう「〜高校 → 〜学園・〜大学」「女子"高"生 → 女子"校"生」(18歳もいるので自主規制的な側面が強い)とするなど、わざとあやふやな表現に置き換えられることが多い（フリーター、教師、看護師、OLなどの職業に就いている設定の場合、ほぼ全員が18歳〜20代以上と認識されるため、あまり言及されない）。
ただし、CSAやモバゲーの倫理規定では登場人物の年齢の制限がないため、CSAによる審査を受けたもの、またはモバゲーで配信されているものについてはこの限りではない。
しかし、性描写の少ないアダルトゲームや、逆に性描写に近い表現のあるギャルゲー（一般のゲームも含む）もあり、こういったソフトが「どちらに属するか」という境界も曖昧である。

## ギャルゲーの歴史
当初はPC-8800などゲーム機とは比べものにならないほど高価なパソコンがエロゲーをやる目的で使う高級玩具として扱われていた。それが多様化し『EMMYⅡ』等、18歳～22歳前後の女性キャラクターを口説く内容の人工知能ソフトへと変化して、アブノーマルなものは減っていき『アテナ』や『夢幻戦士ヴァリス』などアーケードでもギャルを主人公にしたゲームが増えた。
最初にギャルゲーと呼称されたゲームは、1986年発売の『夢幻戦士ヴァリス』（日本テレネット）と言われている。
ヴァリスと同時期には『アテナ』（SNK）や『マドゥーラの翼』（サン電子）を始め主人公のキャラクターを子供向けのゲームとしては露出度の高い衣装（いわゆるビキニアーマーなど）を纏っている少女に設定したアクションゲームが見られるが、これらの作品は主人公を男性やロボットなどに置き換えても基本的なゲーム性が変化しないと思われるものがほとんどで、難度を含めたゲームバランスの悪いものも多く、1980年代後半においては「ギャルゲー」は「少女キャラクターの可愛らしさに寄りかかった、クソゲーの一種」と認識されるケースが多かった。家庭用ゲーム機でもPCエンジンはCD-ROMを先駆けて採用した結果容量の制約から解放されCD-DAも使えるようになった結果、有名なアニメーターや声優を使ったキャラゲーが多数出るようになったが。しかし中にはオリジナルのキャラゲー、トップレスなどのヌード・セミヌードを取り入れたゲーム（Huカードソフトも含む）もあり、これらの一部が後にギャルゲーに分類されることになる。
1989年に、絶妙なゲームバランスを持った『ドラゴンナイト』によって再び盛り返した。ゲーム内容は主人公となって敵に捕らわれたギャルを助けていく、といったRPGの王道的設定のシナリオへと変化してきた。
「ギャルゲー」と言う単語のゲーム雑誌で確認されている最古の使用例は『ファミコン通信』1992年3月27日号の特集記事である。もっとも、この特集で取り上げられているのは『ヴァリス』を始め横スクロールのアクションゲームがメインであった。この特集とほぼ同時期にパソコンゲームでは『プリンセスメーカー』（ガイナックス）や『卒業 〜Graduation〜』（ジャパンホームビデオ）に代表される育成シミュレーションが登場している。
1992年、パソコンゲーム業界のギャルゲーは18禁とそれ以外に分けられ、ソフトメーカー側から規制基準が確立された。
1993年にはパソコン用にアダルトゲームのCD-ROMが増加し、家庭用ゲーム機でもPCエンジンはギャルゲーを比較的多く発売され始めた。これはCGと音声というギャルゲーにとって重要な要素を記録するのにCD-ROMが適していることが原因だった。同年7月、パソコン版の同名タイトル「卒業グラデュエーション」がPCエンジンに移植作となりシミュレーションタイプをベースとした先駆者的な役割を果たし、他のゲームにも大きな影響を与えた。
1994年には、男性向け一般恋愛シミュレーションゲームの先駆けとなる『ときめきメモリアル』（コナミ）が発売される。この作品はギャルゲーメーカーではない大手メーカーが開発・発売した独自タイトルとして大きな話題を呼び、このジャンルが一定の地位を確立するきっかけとなった。これに伴い、魅力的な女性が登場するゲームは恋愛シミュレーションゲームが発売されるようになり、ギャルゲーという用語はこのジャンルのゲームを指すものとして用いられるようになった。
1994年末には第5世代機が発売されており、ゲームソフト市場に新規参入するメーカーが多数現れた。ギャルゲーの数が特に増えたのもこの時期で、多数のギャルゲーが発売されている。セガの『サクラ大戦』シリーズやパイオニアLDCの『NOëL』シリーズやNECインターチャネルの『センチメンタルグラフティ』などが代表とされる。1990年代半ば～後半にかけて、セガサターンではCEROレーティング前から「X指定」および「年齢制限（推奨年齢18才以上）」など独自のレーティングを設けた事によりアダルトメーカーも参入するようになり『野々村病院の人々』や『EVE burst error』や『下級生』など、アダルトゲームの移植で20～30万本のヒットを生み出す作品が複数登場した。当時PlayStationでは性的表現はSONYの意向で厳しく制限されていたため、アダルトゲームの移植ではセガサターンほどのヒットを飛ばす作品は少なかったが、PlayStation独自タイトルである『NOëL』シリーズやアトリエシリーズ、やるドラシリーズや『トゥルー・ラブストーリー』は10万本を超えるヒットを記録した。
ギャルゲーは1990年代後半あたりにピークを迎え、その後もNECインターチャネルやKIDやヒューネックスなどのメーカーが家庭用ゲームオリジナル作品、アダルトゲームの移植問わずギャルゲーのリリースを継続して行っており、2000年前後のアダルトゲームの葉鍵ブームもあって一定の市場規模を維持していたが、PS3が発売され、NECインターチャネルがギャルゲーのリリースをやめ、KIDが倒産した2000年代後半あたりからアダルトゲームともども既存のギャルゲーは衰退しつつあり、それに代わって恋愛を舞台にせず、ジャンルもSLGやADVに属さないアニメ調の女性キャラを売りにしたゲーム（詳しくは概要欄参照）が台頭し、現在ではそちらの方が大きな盛り上がりを見せている。

## ギャルゲー依存の影響
ギャルゲーファン以外からも支持されるようなストーリー性の高い作品がある一方で、あくまで「魅力的な女性が登場したりきわどい悩殺シーンが売り物」の、設定やストーリーに少々無理がある作品も存在する。特に前述のPCエンジンではその傾向が顕著に表れており、シューティングゲームの売り上げが落ちるなどの影響があった。そのためテコ入れのために美少女を付け加える場合があり。結果として美少女を使用する傾向に拍車がかかっていった。女子高生とコミュニケーションするゲームが多いのは何故なのかに関して踏み込むと、女性としていちばん光っている時期でもあり、サナギから羽化する蝶を見るような測り知れない力にあやかりたい。との事。

## ギャルゲーとアダルトゲーム
1992年の『同級生』（エルフ）以降、アダルトゲームにおいても擬似恋愛を扱う作品が主流となったが、これらの作品は従来のアダルトゲームに比べ性描写が少なく、ゲームの中身の大部分は女性キャラクターとの恋愛関係に至るまでの過程を描いたものであった。このことは、これらのアダルトゲーム作品においては性描写を削除してもゲームバランスを大きく損なわないことを意味しており、このためアダルトゲーム原作のコンシューマーゲーム移植されるギャルゲーが増加することとなった。この傾向は性描写が完全に従となり読者の感動を主目的とする、いわゆる泣きゲーが勢力を増すにつれてさらに顕著なものとなっている。
また、社会情勢の変化に伴うCERO審査基準の改正や、ベクターが運営するアダルトゲーム中心の情報サイトが「Galge.com」（ギャルゲ・ドット・コム）の名称を使用するなど、冒頭にもあるようにギャルゲーとアダルトゲームの区別はますます曖昧なものになりつつある。
近年ではギャルゲーとアダルトゲームの中間のグレーゾーンに属する作品も発売されるようになり、ギャルゲーとアダルトゲームの境界があいまいになりつつある。

## 女性キャラの典型的属性
ハーレムものの漫画、アニメでは1人の男性キャラ（多くの場合、主人公のこと）に複数の女性キャラクターが特別な感情を抱く例がしばしば見られる。ギャルゲーにおけるヒロインの典型的属性はハーレムものの漫画、アニメのそれと類似している場合がある。漫画、アニメで利用されているストックキャラクターのパターンを、ゲームに応用している場合もあり、逆にゲームにおける典型的属性が漫画、アニメで使用されている場合もある。また、おたくなどといった購買力に余裕のあるユーザーにアピールする上で、著名なイラストレーターや漫画家に、キャラクターデザインを依頼する傾向も見られる。現実的には実現が難しいが一種の理想を実現している状況。本当は起こり得ないような異性からの人気。現実離れした体型、髪型、顔。非現実的だが魅力を持つ。ロボット、アンドロイドなど”人が人に似せて作った人工物型”。SF的要素のある話でヒロインに混じっていることが多い。性格の差があっても製造目的から他人に友好的に接する事が多い。天使、妖精、女神など”人とは異なる種族として存在する知的生命体”。こちらは奔放で、人と対等ないし見下しているキャラが多い。原初的なギャルゲーではギャルは１人しか出なかった。しかし多くのユーザーの好みに応えるため、1本のソフトにメガネやショートカットなど多くの特徴をもったギャルが登場するようになった。

## ギャルゲー雑誌（成年誌は除く）
刊行中
- コンプティーク（KADOKAWA・角川書店）
- ファミ通キャラクターズDVD（KADOKAWA・エンターブレイン→KADOKAWA Game Linkage）

休廃刊
- Virtual IDOL（徳間書店インターメディア）
  - ギャルゲー雑誌の「はしり」とも言える存在。
- Game Fan（毎日コミュニケーションズ）
- プリティファン（新声社）
  - 『ゲーメストEX』より派生。1997年4月～8月に計5号が刊行された。
- DearMy...（エンターブレイン）※『マジキュー』に吸収
  - 『DearMy...』の前身は1995年と1997年に1冊ずつ刊行された『ファミ通』の増刊である『ファミ通Sister.』。
- RASPBERRY（ソフトバンクパブリッシング）
- 電撃G's magazine（KADOKAWA・アスキー・メディアワークス）
  - 前身は『電撃PCエンジン』→『電撃G'sエンジン』→『電撃G'sマガジン』。PCエンジン、PC-FXの専門誌からギャルゲー専門誌を経てアニメ美女系メディアミックス専門誌。最末期は2009年から続く看板読者参加企画である『ラブライブ!シリーズ』の専門誌に近い状態ということもあり、2022年9月を以て雑誌としての刊行を終了し、増刊として刊行された同シリーズ完全専門誌の『LoveLive!Days』に逆統合の上、主雑誌コードも変更された。なお、編集部は存続の上で雑誌公式サイトは名称そのままに同シリーズを中心としたアニメ美女系メディアミックス専門のネットニュースサイトに転向された。

この他、単発ないし数号しか出なかったものには以下の各誌がある。「ギャルゲー」に対抗して「ヒロインゲーム」という呼称を定着させたい向きがあったことがうかがえるが、全く定着しなかったようである。
- ヒロインゲームズ（ソニー・マガジンズ、1997年に2冊刊行）
- Nadeshi-Co（徳間書店インターメディア、1997年～1998年に3冊刊行）
- ヒロインゲームコレクション（集英社・『Vジャンプ』増刊、1998年9月15日発行）
- プリティグラフィック（アクセラ・1998年に3冊刊行）